# Kostel svatého Josefa (Úherce)
Kostel svatého Josefa je novorománský kostel z roku 1901, který stojí v severozápadním koutu návsi v Úhercích.

## Historie

### Historické pozadí
Obec Úherce, ležící asi 1,5 km jižně od Nýřan, je poprvé připomínána v roce 1213, kdy král Přemysl Otakar I. potvrdil darování obce ženskému premonstrátskému klášteru v Chotěšově. Do roku 1782 patřila ves Úherce do majetku tohoto kláštera. V roce 1785 byla udělena expozitura a od roku 1787 je v Úhercích fara s podacím právem opatu kláštera Teplá.

### Barokní předchůdce
Na místě současného kostela stával barokní kostel, který byl podle pramenu 11/" malý a skládal se z presbytáře třemi boky zakončeného, z obdélné lodi a z věže v průčelí. Původně měl malou vížku na střeše, hlavní věž byla přistavena teprve roku 1827. Místa v něm bylo pro 480 osob. Roku 1899 byl již ve stavu tak chatrném, že musel být uzavřen a v následujícím roce zbořen, aby uvolnil místo pro novostavbu. Po dobu stavby se bohoslužby konaly v dřevěném prozatímním kostelíku vystavěném pro tento účel.

### Stavba
V roce 1900 bylo přikročeno ke stavbě kostela nového, k němuž 19. března opat tepelský Alfred Ambros Clementso slavnostně položil základní kámen. Stavba byla provedena podle plánu Františka Josefa Erharta z Plzně, jiné prameny uvádí jako architekt Josefa Schaffera z Mariánských Lázní.
Koncem roku 1901 byl kostel dokončen a dne 15. prosince jej konsekroval světící biskup dr. Václav Frind. Nový kostel byl zasvěcen sv. Josefu.

### Využití a opravy
Bohoslužby skončily v padesátých letech vystěhováním německého obyvatelstva. Objekt byl zemědělsky využíván do roku 2002. Kostel byl v akutním ohrožení existence, převzala jej obec a zahájila rozsáhlé záchranné práce. V roce 2006 byla ustavena nadace,která se zabývá obnovou kostela. Za dobu činnosti nadace se podařila kompletní střecha, osadit část vitrážových oken, hodiny a zvon na věži.

## Popis
Kostel je vystavěn v novorománském slohu. Loď má v půdorysu tvar kříže, obě prostory příčné i podélné mají trámový strop. V jihovýchodním rohu mezi presbytářem a příčnou lodí stojí věž. Okna jsou trojitá, vyplněná malbami na skle. V okně severním je malba představující sv. Hroznatu s pohledy na klášter tepelský a chotěšovský. V okně jižním je malba představující sv. Norberta. Uvnitř příčné lodi je umístěn oltář sv. Vojtěcha a sv. Jana Nepomuckého. Naproti těmto oltářům jsou výklenky, v jednom je křtitelnice, ve druhém socha panny Marie Lourdské.
Čtveřice nových zvonů byla ulita u Petra Hölzera, c. k. dvorního zvonaře, ve Vídeňském Novém Městě v roce 1901. Všechny jsou ozdobené znakem tepelským, největší z nich je zdoben reliéfy znázorňující skutky milosrdenství.